# IEEE 802.11ah
IEEE 802.11ah — протокол беспроводной сети, опубликованный в 2017 году и названный Wi-Fi HaLow (произносится как «Хей-лоу»), разработанный как дополнение к стандарту беспроводной сети IEEE 802.11. Этот протокол работает на нетребующей лицензирования частоте 900 МГц, для обеспечения расширенного диапазона Wi-Fi-сетей, по сравнению с обычными сетями Wi-Fi, работающими в диапазонах 2,4 ГГц и 5 ГГц. Его низкое энергопотребление является преимуществом, позволяющим создавать большие группы станций или датчиков, которые взаимодействуют чтобы распространять сигналы, поддерживая концепцию Интернета вещей (Internet of Things, IoT). Низкое энергопотребление протокола конкурирует с Bluetooth и имеет дополнительное преимущество — более высокие скорости передачи данных и более широкий диапазон покрытия.

## Описание
Преимущество протокола 802.11ah заключается в расширенном радиусе действия, что делает его полезным для сельской связи и разгрузки трафика сотовой связи. Другая цель протокола — разрешить использование беспроводных станций 802.11 с низкой скоростью в субгигагерцовом спектре. Протокол является одной из технологий стандарта IEEE 802.11, которая наиболее отличается от модели локальной сети, особенно в отношении коллизий. Важным аспектом протокола 802.11ah является поведение станций, сгруппированных для сведения к минимуму конфликтов в эфире, использование ретранслятора для увеличения радиуса действия, использование небольшого количества энергии благодаря предварительно заданным периодам пробуждения/дремания, по-прежнему можно отправлять данные на высокой скорости при некоторых согласованных условиях и использовать секторные антенны. Он использует спецификацию 802.11a/g с пониженной дискретизацией для обеспечения 26 каналов, каждый из которых способен обеспечить пропускную способность 100 Кбит/с. Он может покрывать радиус в один километр. Он направлен на обеспечение подключения к тысячам устройств в точке доступа. Протокол поддерживает межмашинные (machine to machine, M2M) рынки, такие как интеллектуальный учёт. Большинство МТС-устройств IEEE 802.11ah (сенсоры, актуаторы) имеют предсказуемые характеристики трафика: одно малое сообщение (<10 кбайт) передается в течение довольно длительного промежутка времени (1—10 с). Однако количество таких автономных устройств может исчисляться тысячами, что влечёт за собой проблему контроля доступа к среде в условиях большого числа устройств и низкой частоты появления сообщений на каждом устройстве. Использование канала подвижной радиотелефонной связи (сотовая связь) в данном сценарии имеет свои ограничения, обусловленные главным образом высокими энергетическими затратами на передачу сообщения.

### Скорость передачи данных
Скорость передачи данных до 347 Мбит/с достигается только при максимальном использовании четырёх пространственных потоков, использующих один канал шириной 16 МГц. Различные схемы модуляции и скорости кодирования определяются стандартом и представлены значением индекса схемы модуляции и кодирования (Modulation and Coding Scheme, MCS). Таблица ниже показывает отношения между переменными, которые учитывают максимальную скорость передачи данных.
Канал 2 МГц использует FFT 64, из которых: 56 поднесущих OFDM, 52 — для данных, а 4 — вспомогательного характера с разделением несущих 31,25 кГц (2 МГц/64) (32 мкс). Каждая из этих поднесущих может быть BPSK, QPSK, 16-QAM, 64-QAM или 256-QAM. Общая ширина полосы составляет 2 МГц с занятой шириной полосы 1,78 МГц. Общая длительность символа составляет 36 или 40 микросекунд, что включает защитный интервал 4 или 8 микросекунд.
| MCS-индекс | Пространственные потоки | Тип модуляции | Скорость кодирования | Скорость передачи данных, Мбит/с | Скорость передачи данных, Мбит/с | Скорость передачи данных, Мбит/с | Скорость передачи данных, Мбит/с | Скорость передачи данных, Мбит/с | Скорость передачи данных, Мбит/с | Скорость передачи данных, Мбит/с | Скорость передачи данных, Мбит/с | Скорость передачи данных, Мбит/с | Скорость передачи данных, Мбит/с |
| MCS-индекс | Пространственные потоки | Тип модуляции | Скорость кодирования | 1 МГц каналы                     | 1 МГц каналы                     | 2 МГц каналы                     | 2 МГц каналы                     | 4 МГц каналы                     | 4 МГц каналы                     | 8 МГц каналы                     | 8 МГц каналы                     | 16 МГц каналы                    | 16 МГц каналы                    |
| MCS-индекс | Пространственные потоки | Тип модуляции | Скорость кодирования | GI 8 мкс                         | GI 4 мкс                         | GI 8 мкс                         | GI 4 мкс                         | GI 8 мкс                         | GI 4 мкс                         | GI 8 мкс                         | GI 4 мкс                         | GI 8 мкс                         | GI 4 мкс                         |
| ---------- | ----------------------- | ------------- | -------------------- | -------------------------------- | -------------------------------- | -------------------------------- | -------------------------------- | -------------------------------- | -------------------------------- | -------------------------------- | -------------------------------- | -------------------------------- | -------------------------------- |
| 0          | 1                       | BPSK          | 1/2                  | 0,3                              | 0,33                             | 0,65                             | 0,72                             | 1,35                             | 1,5                              | 2,93                             | 3,25                             | 5,85                             | 6,5                              |
| 1          | 1                       | QPSK          | 1/2                  | 0,6                              | 0,67                             | 1,3                              | 1,44                             | 2,7                              | 3,0                              | 5,85                             | 6,5                              | 11,7                             | 13,0                             |
| 2          | 1                       | QPSK          | 3/4                  | 0,9                              | 1,0                              | 1,95                             | 2,17                             | 4,05                             | 4,5                              | 8,78                             | 9,75                             | 17,6                             | 19,5                             |
| 3          | 1                       | 16-QAM        | 1/2                  | 1,2                              | 1,33                             | 2,6                              | 2,89                             | 5,4                              | 6,0                              | 11,7                             | 13,0                             | 23,4                             | 26,0                             |
| 4          | 1                       | 16-QAM        | 3/4                  | 1,8                              | 2,0                              | 3,9                              | 4,33                             | 8,1                              | 9,0                              | 17,6                             | 19,5                             | 35,1                             | 39,0                             |
| 5          | 1                       | 64-QAM        | 2/3                  | 2,4                              | 2,67                             | 5,2                              | 5,78                             | 10,8                             | 12,0                             | 23,4                             | 26,0                             | 46,8                             | 52,0                             |
| 6          | 1                       | 64-QAM        | 3/4                  | 2,7                              | 3,0                              | 5,85                             | 6,5                              | 12,2                             | 13,5                             | 26,3                             | 29,3                             | 52,7                             | 58,5                             |
| 7          | 1                       | 64-QAM        | 5/6                  | 3,0                              | 3,34                             | 6,5                              | 7,22                             | 13,5                             | 15,0                             | 29,3                             | 32,5                             | 58,5                             | 65,0                             |
| 8          | 1                       | 256-QAM       | 3/4                  | 3,6                              | 4,0                              | 7,8                              | 8,67                             | 16,2                             | 18,0                             | 35,1                             | 39,0                             | 70,2                             | 78,0                             |
| 9          | 1                       | 256-QAM       | 5/6                  | 4,0                              | 4,44                             | н/д                              | н/д                              | 18,0                             | 20,0                             | 39,0                             | 43,3                             | 78,0                             | 86,7                             |
| 10         | 1                       | BPSK          | 1/2 x 2              | 0,15                             | 0,17                             | н/д                              | н/д                              | н/д                              | н/д                              | н/д                              | н/д                              | н/д                              | н/д                              |
| 0          | 2                       | BPSK          | 1/2                  | 0,6                              | 6,67                             | 1,3                              | 1,44                             | 2,7                              | 3,0                              | 5,85                             | 6,5                              | 11,7                             | 13,0                             |
| 1          | 2                       | QPSK          | 1/2                  | 1,2                              | 1,34                             | 2,6                              | 2,89                             | 5,4                              | 6,0                              | 11,7                             | 13,0                             | 23,4                             | 26,0                             |
| 2          | 2                       | QPSK          | 3/4                  | 1,8                              | 2,0                              | 3,9                              | 4,33                             | 8,1                              | 9,0                              | 17,6                             | 19,5                             | 35,1                             | 39,0                             |
| 3          | 2                       | 16-QAM        | 1/2                  | 2,4                              | 2,67                             | 5,2                              | 5,78                             | 10,8                             | 12,0                             | 23,4                             | 26,0                             | 46,8                             | 52,0                             |
| 4          | 2                       | 16-QAM        | 3/4                  | 3,6                              | 4,0                              | 7,8                              | 8,67                             | 16,2                             | 18,0                             | 35,1                             | 39,0                             | 70,2                             | 78,0                             |
| 5          | 2                       | 64-QAM        | 2/3                  | 4,8                              | 5,34                             | 10,4                             | 11,6                             | 21,6                             | 24,0                             | 46,8                             | 52,0                             | 93,6                             | 104                              |
| 6          | 2                       | 64-QAM        | 3/4                  | 5,4                              | 6,0                              | 11,7                             | 13,0                             | 24,3                             | 27,0                             | 52,7                             | 58,5                             | 105                              | 117                              |
| 7          | 2                       | 64-QAM        | 5/6                  | 6,0                              | 6,67                             | 13,0                             | 14,4                             | 27,0                             | 30,0                             | 58,5                             | 65,0                             | 117                              | 130                              |
| 8          | 2                       | 256-QAM       | 3/4                  | 7,2                              | 8,0                              | 15,6                             | 17,3                             | 32,4                             | 36,0                             | 70,2                             | 78,0                             | 140                              | 156                              |
| 9          | 2                       | 256-QAM       | 5/6                  | 8,0                              | 8,89                             | н/д                              | н/д                              | 36,0                             | 40,0                             | 78,0                             | 86,7                             | 156                              | 173                              |
| 0          | 3                       | BPSK          | 1/2                  | 0,9                              | 1,0                              | 1,95                             | 2,17                             | 4,05                             | 4,5                              | 8,78                             | 9,75                             | 17,6                             | 19,5                             |
| 1          | 3                       | QPSK          | 1/2                  | 1,8                              | 2,0                              | 3,9                              | 4,33                             | 8,1                              | 9,0                              | 17,6                             | 19,5                             | 35,1                             | 39,0                             |
| 2          | 3                       | QPSK          | 3/4                  | 2,7                              | 3,0                              | 5,85                             | 6,5                              | 12,2                             | 13,5                             | 26,3                             | 29,3                             | 52,7                             | 58,5                             |
| 3          | 3                       | 16-QAM        | 1/2                  | 3,6                              | 4,0                              | 7,8                              | 8,67                             | 16,2                             | 18,0                             | 35,1                             | 39,0                             | 70,2                             | 78,0                             |
| 4          | 3                       | 16-QAM        | 3/4                  | 5,4                              | 6,0                              | 11,7                             | 13,0                             | 24,3                             | 27,0                             | 52,7                             | 58,5                             | 105                              | 117                              |
| 5          | 3                       | 64-QAM        | 2/3                  | 7,2                              | 8,0                              | 15,6                             | 17,3                             | 32,4                             | 36,0                             | 70,2                             | 78,0                             | 140                              | 156                              |
| 6          | 3                       | 64-QAM        | 3/4                  | 8,1                              | 9,0                              | 17,6                             | 19,5                             | 36,5                             | 40,5                             | н/д                              | н/д                              | 158                              | 176                              |
| 7          | 3                       | 64-QAM        | 5/6                  | 9,0                              | 10,0                             | 19,5                             | 21,7                             | 40,5                             | 45,0                             | 87,8                             | 97,5                             | 176                              | 195                              |
| 8          | 3                       | 256-QAM       | 3/4                  | 10,8                             | 12,0                             | 23,4                             | 26,0                             | 48,6                             | 54,0                             | 105                              | 117                              | 211                              | 234                              |
| 9          | 3                       | 256-QAM       | 5/6                  | 12,0                             | 13,34                            | 26,0                             | 28,9                             | 54,0                             | 60,0                             | 117                              | 130                              | н/д                              | н/д                              |

### Особенности MAC

#### Ретрансляционная точка доступа
Ретрансляционная точка доступа (Access Point, AP) — объект, который логически состоит из ретранслятора и сетевой станции (networking station, STA), или клиента. Функция ретрансляции позволяет точке доступа и станциям обмениваться кадрами друг с другом посредством ретрансляции. Введение ретранслятора позволяет станциям использовать более высокие схемы модуляции и кодирования и сокращать время, в течение которого станции будут оставаться в активном режиме. Это улучшает время автономной работы станций. Ретрансляционные станции могут также обеспечивать связь для станций, расположенных вне зоны действия точки доступа. При использовании ретрансляционных станций возникают накладные расходы на общую эффективность сети и повышенную сложность. Чтобы ограничить эти издержки, функция ретрансляции должна быть двунаправленной и ограничиваться только двумя скачками.

#### Энергосбережение
Энергосберегающие станции делятся на два класса: станции TIM и станции не-TIM. Станции TIM периодически получают информацию о буферизованном трафике для них от точки доступа в так называемом информационном элементе TIM, отсюда и название. Станции не-TIM используют новый механизм Target Wake Time, который позволяет снизить накладные расходы на связь. 

##### Целевое время пробуждения
Целевое время пробуждения (Target Wake Time, TWT) — функция, которая позволяет AP определять конкретное время или набор времени для отдельных станций для доступа к среде. STA (клиент) и AP обмениваются информацией, которая включает в себя ожидаемую продолжительность активности, чтобы позволить AP контролировать количество разногласий и совпадений между конкурирующими STA. AP может защитить ожидаемую продолжительность активности с помощью различных механизмов защиты. Использование TWT согласовывается между AP и STA. Целевое время пробуждения может использоваться для снижения энергопотребления сети, поскольку станции, которые его используют, могут переходить в состояние ожидания до тех пор, пока не прибудет их TWT.

#### Окно ограниченного доступа
Окно ограниченного доступа позволяет разделить станции в пределах базового набора услуг (Basic Service Set, BSS) на группы и ограничить доступ к каналу только станциям, принадлежащим к данной группе в любой данный период времени. Это помогает уменьшить конфликты и избежать одновременной передачи от большого количества станций, скрытых друг от друга. 

#### Двунаправленный TXOP
Двунаправленная TXOP позволяет AP и не-AP (STA или клиент) обмениваться последовательностью кадров восходящей линии связи и нисходящей линии связи в течение зарезервированного времени (возможность передачи или TXOP). Этот режим работы предназначен для уменьшения количества обращений к каналам на основе конкуренции, повышения эффективности канала за счет минимизации числа обменов кадрами, необходимых для кадров данных восходящей линии связи и нисходящей линии связи, и обеспечения возможности станциям продлевать срок службы батареи, сохраняя короткое время пробуждения. Этот непрерывный обмен кадрами осуществляется как по восходящей линии связи, так и по нисходящей линии связи между парой станций. В более ранних версиях стандарт двунаправленного TXOP назывался Speed Frame Exchange.

#### Разбиение на секторы
Разделение зоны покрытия базового набора услуг (BSS) на секторы, каждый из которых содержит подмножество станций, называется разбиением на секторы. Это разделение достигается посредством набора антенн или набора синтезированных антенных лучей, чтобы покрыть различные сектора BSS. Цель разделения на секторы состоит в том, чтобы уменьшить конкуренцию или помехи в среде из-за уменьшенного количества станций в секторе и/или обеспечить пространственное совместное использование между перекрывающимися AP или станциями BSS (overlapping BSS, OBSS).

## Сравнение с 802.11af
Другим стандартом WLAN для полос ниже 1 ГГц является IEEE 802.11af, который, в отличие от 802.11ah, работает в лицензированных полосах. Точнее говоря, 802.11af работает в телевизионном белом пространстве спектра в диапазонах VHF и UHF между 54 и 790 МГц, используя технологию когнитивного радио.

## Продукты
Следующие организации продают совместимые с 802.11ah IP-компоненты:
- Adapt-IP[12]
- IMEC
- Methods2Business

Наборы микросхем Wi-Fi HaLow разрабатывают компании Morse Micro, Newratek и Palma Ceia SemiDesign.

### Комментарии
1. ↑  MCS 9 is not applicable to all channel width/spatial stream combinations.
2. ↑  A second stream doubles the theoretical data rate, a third one triples it, etc.
3. ↑  Время между символами